# Farsetia assadii
Farsetia assadii là một loài thực vật có hoa trong họ Cải. Loài này được Kavousi mô tả khoa học đầu tiên năm 2001.